# ینگی‌یول (شهرستان اوزکند)
ینگی‌یول (به لاتین: Jangy-Jol) یک منطقهٔ مسکونی در قرقیزستان است که در شهرستان اوزکند واقع شده‌است. ینگی‌یول ۲٬۰۷۸ نفر جمعیت دارد و ۸۷۹ متر بالاتر از سطح دریا واقع شده‌است.